# Ontwikkelingsstad

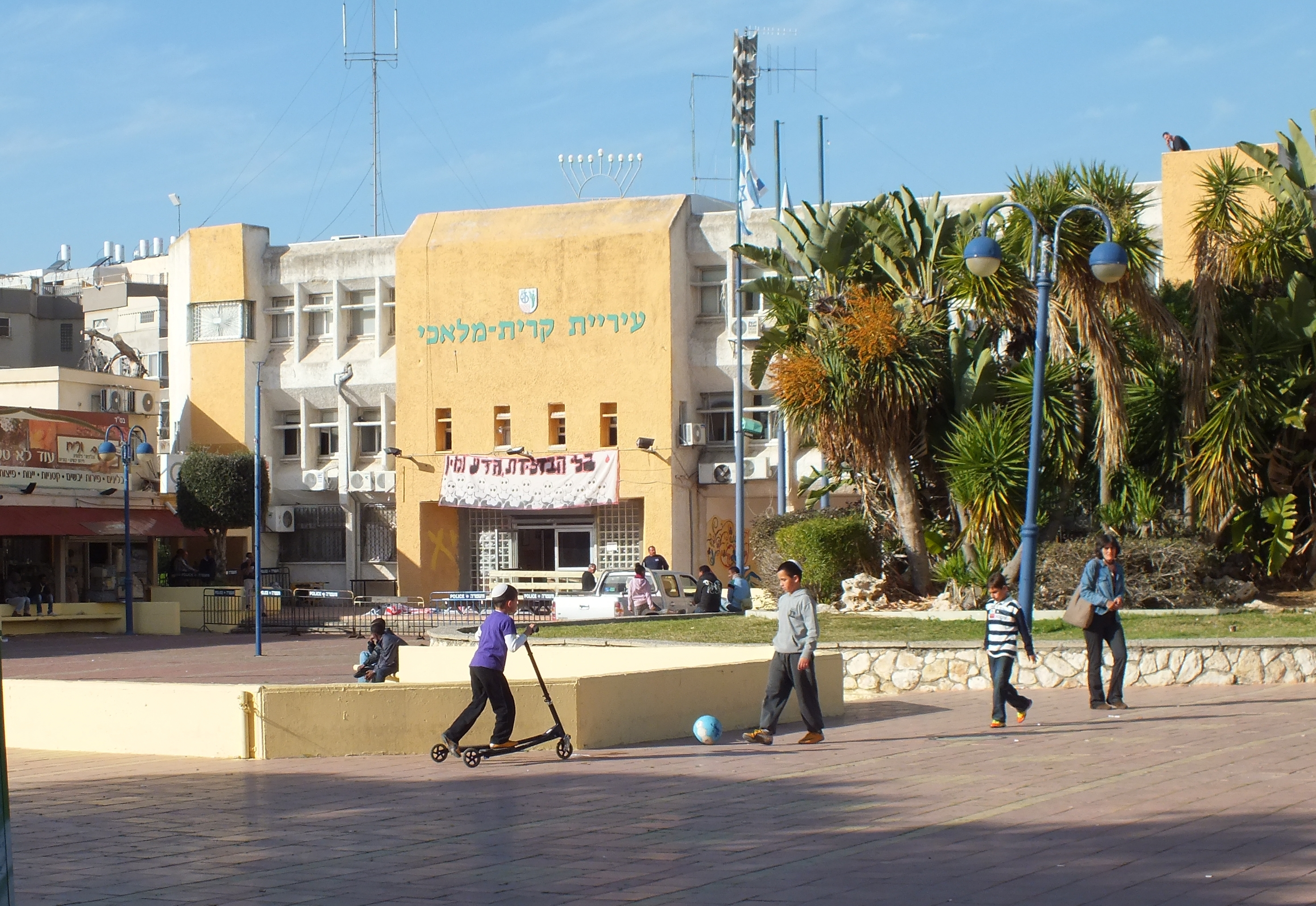
Het centrale plein van ontwikkelingsstad Kirjat Malachi

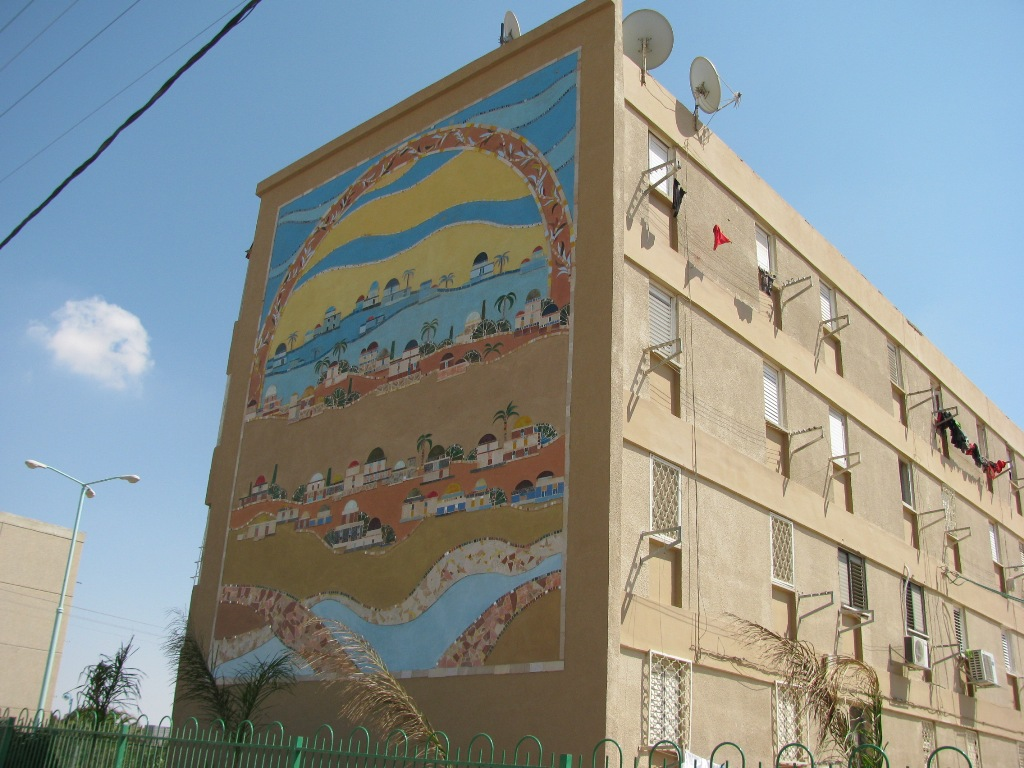
Muurschildering in ontwikkelingsstad Dimona

Israëlische ontwikkelingssteden (Hebreeuws: עיירת פיתוח, Ayarat Pituach) zijn steden die gesticht werden in de eerste jaren na de onafhankelijkheid van Israël in 1948. Ze waren bedoeld om de grote aantallen Joodse nieuwkomers te huisvesten en de bevolking beter over het land te verspreiden. Een groot aantal ontwikkelingssteden kwam in dunbevolkte streken zoals Galilea en het noorden van de Negev te liggen. 
De ontwikkelingssteden zijn in drie soorten onder te verdelen:
- geheel nieuwe steden, bijvoorbeeld Arad en Jokneam.
- steden op de plek van kernen die tijdens de Israëlische Onafhankelijkheidsoorlog door de Arabieren verlaten werden, bijvoorbeeld Sderot en Asjkelon.
- zeer sterke uitbreiding van bestaande nederzettingen of opvangkampen, bijvoorbeeld Akko en Beër Sjeva.

In totaal kregen 32 steden de status van ontwikkelingsstad. Veel steden groeiden niet zo snel als gepland was. Hoewel bedrijven en industrieën in ontwikkelingssteden in aanmerking komen voor een soepeler belastingregime (met uitzondering van Arad), kampen voornamelijk de ontwikkelingssteden in Zuid-Israël met ongunstige economische omstandigheden. Veelal behoren deze steden tot de gebieden in Israël met de meeste armoede en werkloosheid.

## Bevolking
Een bovengemiddeld aandeel van de inwoners van ontwikkelingssteden is religieus of traditioneel. In 2003 gaf 39% van de inwoners aan dat zij het wenselijk achtten als Israël meer volgens de halacha bestuurd zou worden.
Veel ontwikkelingssteden zagen een grote instroom van nieuwe bewoners tijdens de immigratiegolf vanuit de voormalige Sovjet-Unie in de jaren 90.